# Бино, Аманд
Аманд Бино (Bineau; 1812, Ла Фонтейн — 10 февраля 1861 или 1862, Лион) — французский химик, педагог и издатель.

## Биография
Учился в Центральной школе искусств и мануфактур; по окончании был заведующим лабораторией этой школы с 1832 по 1835 год. 
В 1836 году ассистировал на лекциях Дюма в Collège de France и в 1837 году получил докторскую степень. Бино занимал должности профессора химии Лионского университета (с 1839 года и до момента смерти) и профессора муниципальной школы (La Martinière) в Лионе, в 1848 году был назначен главным секретарём Лионской академии. Он издал лекции Дюма по философии химии, с 1842 по 1849 год издавал Annales de chimie et de physique.
Экспериментальные исследования Бино относятся большей частью к области изучения растворов. Таковы его работы по определению плотности паров серной кислоты и постоянно кипящих растворов азотной и соляной кислот, удельных весов растворов серной кислоты и так далее. Кроме того, он изучал плотность паров серы и дал способ количественного определения аммиака и азота в органических соединениях. Тот же способ, несколько видоизменённый, был опубликован в Париже как способ Пелиго, но Бино доказал свой приоритет.